# Battista Malatesta

Stemma della famiglia Da Montefeltro

(Lo spettatore, rassegna letteraria, artistica, scientifica ed industriale, Firenze, 1857, p. 438.)
Batista Malatesta o Battista Malatesta, nota anche come Battista di Montefeltro e Suor Girolama (Urbino, 1384 – Urbino, 3 luglio 1448) è stata una letterata, filosofa e poetessa italiana.

## Biografia
Figlia di Antonio II da Montefeltro (conte di Urbino), di Agnesina dei Prefetti di Vico e nipote di Federico II da Montefeltro, il 14 giugno 1405 sposò il signore di Pesaro Galeazzo Malatesta, con cui ebbe una figlia, Elisabetta, e una nipote, Costanza da Varano. Dopo soli due anni di governo, dal 1429 al 1431, Galeazzo venne esiliato, e lei si rifugiò senza di lui a Urbino, dov'era cresciuta.
Nel 1433 il marito riuscì a rientrare a Pesaro, per perdere definitivamente la signoria della città nel 1445; la separazione fra i coniugi fu allora definitiva.
Molto religiosa, chiese e infine ottenne, il 2 giugno 1447, l'autorizzazione pontificia a prendere i voti, malgrado fosse ancora vivente il marito, presso il monastero di Sant'Urbano a Foligno, nell'ordine di Santa Chiara, dove assunse il nome Suor Girolama. Per ordine del pontefice, si trasferì con altre monache prima al Monastero di Monteluce e infine al nuovo Monastero di Urbino, dove assunse fama di grande bontà.
Ricevette insegnamenti tramite corrispondenza da Leonardo Bruni, acquisendo alte capacità oratorie e letterarie sia in lingua latina che volgare. Per la prima volta fu perseguita la parità di genere, Leonardo Bruni infatti sostenne con lei (in una lettera scritta nel 1421, Opusculum de studiis et litteris) che gli studi umanistici classici potessero essere seguiti da entrambi i sessi allo stesso modo. La loro corrispondenza latina è stata raccolta nel 1510 in De studiis et litteris ad Illustrem Baptistam dominum de Malastum Opusculum da Alexius Crossner (1510, ed. Lyptzk Thanner, custodita presso lanHerzog August Bibliothek, a Wolfenbüttel).
Divenne nota per le missive e orazioni latine pronunciate in presenza dell'Imperatore Sigismondo, di molti cardinali e di Papa Martino V. Si applicò alla filosofia, scrivendo in latino il Libro della fragilità umana e il Libro della vera religione (cit. Libro Di Messer Giovanni Boccaccio Delle Donne Illustri). Scambiò inoltre numerose lettere con personalità di cultura dell'epoca.

## Ascendenza
|                            |   |                          | Genitori                        |  |  | Nonni |  |  | Bisnonni             |  |  | Trisnonni                 |  |
|                            |   |                          |                                 |  |  |       |  |  | Nolfo da Montefeltro |  |  | Federico I da Montefeltro |  |
|                            |   |                          |                                 |  |  |       |  |  | Nolfo da Montefeltro |  |  | Federico I da Montefeltro |  |
|                            |   | …                        |                                 |  |  |       |  |  | Nolfo da Montefeltro |  |  |                           |  |
| Federico II da Montefeltro |   |                          |                                 |  |  |       |  |  | Nolfo da Montefeltro |  |  |                           |  |
|                            |   | Margherita Gabrielli     | Cante Gabrielli                 |  |  |       |  |  |                      |  |  |                           |  |
|                            |   | Margherita Gabrielli     | Cante Gabrielli                 |  |  |       |  |  |                      |  |  |                           |  |
|                            |   | Margherita Gabrielli     | …                               |  |  |       |  |  |                      |  |  |                           |  |
| Antonio II da Montefeltro  |   | Margherita Gabrielli     |                                 |  |  |       |  |  |                      |  |  |                           |  |
|                            |   | Ugolino Gonzaga          | Guido Gonzaga                   |  |  |       |  |  |                      |  |  |                           |  |
|                            |   | Ugolino Gonzaga          | Guido Gonzaga                   |  |  |       |  |  |                      |  |  |                           |  |
|                            |   | Ugolino Gonzaga          | Beatrice di Bar                 |  |  |       |  |  |                      |  |  |                           |  |
| Teodora Gonzaga            |   | Ugolino Gonzaga          |                                 |  |  |       |  |  |                      |  |  |                           |  |
|                            |   | Emilia della Gherardesca | Fazio Novello della Gherardesca |  |  |       |  |  |                      |  |  |                           |  |
|                            |   | Emilia della Gherardesca | Fazio Novello della Gherardesca |  |  |       |  |  |                      |  |  |                           |  |
|                            |   | Emilia della Gherardesca | Contelda Spinola                |  |  |       |  |  |                      |  |  |                           |  |
| Battista Malatesta         |   | Emilia della Gherardesca |                                 |  |  |       |  |  |                      |  |  |                           |  |
|                            | … | …                        |                                 |  |  |       |  |  |                      |  |  |                           |  |
|                            | … | …                        |                                 |  |  |       |  |  |                      |  |  |                           |  |
|                            | … | …                        |                                 |  |  |       |  |  |                      |  |  |                           |  |
| …                          | … |                          |                                 |  |  |       |  |  |                      |  |  |                           |  |
|                            |   | …                        | …                               |  |  |       |  |  |                      |  |  |                           |  |
|                            |   | …                        | …                               |  |  |       |  |  |                      |  |  |                           |  |
|                            |   | …                        | …                               |  |  |       |  |  |                      |  |  |                           |  |
| Agnesina di Vico           |   | …                        |                                 |  |  |       |  |  |                      |  |  |                           |  |
|                            |   | …                        | …                               |  |  |       |  |  |                      |  |  |                           |  |
|                            |   | …                        | …                               |  |  |       |  |  |                      |  |  |                           |  |
|                            |   | …                        | …                               |  |  |       |  |  |                      |  |  |                           |  |
| …                          |   | …                        |                                 |  |  |       |  |  |                      |  |  |                           |  |
|                            |   | …                        | …                               |  |  |       |  |  |                      |  |  |                           |  |
|                            |   | …                        | …                               |  |  |       |  |  |                      |  |  |                           |  |
|                            |   | …                        | …                               |  |  |       |  |  |                      |  |  |                           |  |
|                            |   | …                        |                                 |  |  |       |  |  |                      |  |  |                           |  |